# Чепрак (река)
Чепрак — река в России в Пролетарском районе Ростовской области. Устье реки находится в 150 км по правому берегу Весёловского водохранилища, созданного на реке Западный Маныч. В середине XX века длина реки составляла 13 км, площадь водосборного бассейна — 213 км². Верхняя часть преобразована в сбросное водохранилище канала Пролетарская Ветвь, среднее превращено в пруд, а нижнее затоплено водами Весёловского водохранилища.
Имеет три притока — справа водотоки балок Солонка Ежакова и Кривая Шломина, слева — Солонки.

## Данные водного реестра
По данным государственного водного реестра России относится к Донскому бассейновому округу, водохозяйственный участок реки — Маныч от истока до Пролетарского гидроузла, без рек Калаус и Егорлык, речной подбассейн реки — бассейн притоков Дона ниже впадения Северского Донца. Речной бассейн реки — Дон (российская часть бассейна).
Код объекта в государственном водном реестре — 05010500712107000017375.